# Puchar Kontynentalny Juniorów Młodszych w saneczkarstwie 2023/2024
2. sezon Pucharu Kontynentalnego Juniorów Młodszych w saneczkarstwie 2023/2024 rozpoczął się 1 grudnia 2023 r. w niemieckim Winterbergu. Ostatnie zawody z tego cyklu zostały rozegrane 9 marca 2024 r. na torze w kanadyjskim Whistler.

## Kalendarz Pucharu Kontynentalnego
| Lp.             | Data              | Miejscowość | Konkurencja                | 1. miejsce                                          | 2. miejsce                                     | 3. miejsce                                          |
| --------------- | ----------------- | ----------- | -------------------------- | --------------------------------------------------- | ---------------------------------------------- | --------------------------------------------------- |
| 1. PKJM EUROPA  | 1–2 grudnia 2023  | Winterberg  | Jedynki juniorek młodszych | Laura Koch                                          | Helena Trampe                                  | Stella Florschütz                                   |
| 1. PKJM EUROPA  | 1–2 grudnia 2023  | Winterberg  | Jedynki juniorów młodszych | Leon Haselrieder                                    | Paul Kunze                                     | Silas Sartor                                        |
| 1. PKJM EUROPA  | 1–2 grudnia 2023  | Winterberg  | Dwójki juniorek młodszych  | Niemcy Sarah Pflaume · Lina Peterseim               | Austria Lina Riedl · Anna Lerch                | Włochy Alexandra Oberstolz · Katharina Sofie Kofler |
| 1. PKJM EUROPA  | 1–2 grudnia 2023  | Winterberg  | Dwójki juniorów młodszych  | Niemcy Silas Sartor · Liron Raimer                  | Włochy Philipp Brunner · Manuel Weissensteiner | Niemcy Louis Grünbeck · Maximilian Kührt            |
| 2. PKJM EUROPA  | 2–3 grudnia 2023  | Winterberg  | Jedynki juniorek młodszych | Laura Koch                                          | Stella Florschütz                              | Helena Trampe                                       |
| 2. PKJM EUROPA  | 2–3 grudnia 2023  | Winterberg  | Jedynki juniorów młodszych | Leon Haselrieder                                    | Silas Sartor                                   | Paul Socher                                         |
| 2. PKJM EUROPA  | 2–3 grudnia 2023  | Winterberg  | Dwójki juniorek młodszych  | Austria Lina Riedl · Anna Lerch                     | Niemcy Lilly Bierast · Leandra Claus           | Niemcy Marie Sauerteig · Hannah Puy                 |
| 2. PKJM EUROPA  | 2–3 grudnia 2023  | Winterberg  | Dwójki juniorów młodszych  | Niemcy Silas Sartor · Liron Raimer                  | Włochy Philipp Brunner · Manuel Weissensteiner | Niemcy Louis Grünbeck · Maximilian Kührt            |
| 1. PKJM AZJA    | 2–3 grudnia 2023  | Pjongczang  | Jedynki juniorek młodszych | Kim So-yoon                                         | Shin Yu-bin                                    | Park Ji-ye                                          |
| 1. PKJM AZJA    | 2–3 grudnia 2023  | Pjongczang  | Jedynki juniorów młodszych | Ołeksandr Łomakowicz                                | Anton Szewczuk                                 | Kim Bo-keun                                         |
| 1. PKJM AZJA    | 2–3 grudnia 2023  | Pjongczang  | Dwójki juniorek młodszych  | Ukraina Switłana Sołowej · Anna-Marija Harcuła      | —                                              | —                                                   |
| 1. PKJM AZJA    | 2–3 grudnia 2023  | Pjongczang  | Dwójki juniorów młodszych  | Ukraina Maksym Panczuk · Andrij Muc                 | Korea Południowa Kim Ha-yoon · Bae Jae-seong   | —                                                   |
| 3. PKJM EUROPA  | 8–9 grudnia 2023  | Oberhof     | Jedynki juniorek młodszych | Laura Koch                                          | Helena Trampe                                  | Josephine Buse                                      |
| 3. PKJM EUROPA  | 8–9 grudnia 2023  | Oberhof     | Jedynki juniorów młodszych | Leon Haselrieder                                    | Silas Sartor                                   | Luca Theile                                         |
| 3. PKJM EUROPA  | 8–9 grudnia 2023  | Oberhof     | Dwójki juniorek młodszych  | Niemcy Lilly Bierast · Leandra Claus                | Niemcy Sarah Pflaume · Lina Peterseim          | Niemcy Marie Sauerteig · Hannah Puy                 |
| 3. PKJM EUROPA  | 8–9 grudnia 2023  | Oberhof     | Dwójki juniorów młodszych  | Niemcy Silas Sartor · Liron Raimer                  | Włochy Philipp Brunner · Manuel Weissensteiner | Niemcy Louis Grünbeck · Maximilian Kührt            |
| 4. PKJM EUROPA  | 9–10 grudnia 2023 | Oberhof     | Jedynki juniorek młodszych | Laura Koch                                          | Stella Florschütz                              | Josephine Buse                                      |
| 4. PKJM EUROPA  | 9–10 grudnia 2023 | Oberhof     | Jedynki juniorów młodszych | Luca Theile                                         | Silas Sartor                                   | Edvards Marts Markitāns                             |
| 4. PKJM EUROPA  | 9–10 grudnia 2023 | Oberhof     | Dwójki juniorek młodszych  | Niemcy Sarah Pflaume · Lina Peterseim               | Niemcy Lilly Bierast · Leandra Claus           | Austria Marie Riedl · Nina Lerch                    |
| 4. PKJM EUROPA  | 9–10 grudnia 2023 | Oberhof     | Dwójki juniorów młodszych  | Niemcy Silas Sartor · Liron Raimer                  | Włochy Philipp Brunner · Manuel Weissensteiner | Niemcy Louis Grünbeck · Maximilian Kührt            |
| 1. PKJM AMERYKA | 4–5 stycznia 2024 | Lake Placid | Jedynki juniorek młodszych | Talia Tonn                                          | Maya Yuen                                      | Elizabeth Kleinheinz                                |
| 1. PKJM AMERYKA | 4–5 stycznia 2024 | Lake Placid | Jedynki juniorów młodszych | Orson Colby                                         | Bastian van Wouw                               | Seth Coates                                         |
| 1. PKJM AMERYKA | 4–5 stycznia 2024 | Lake Placid | Dwójki juniorek młodszych  | Stany Zjednoczone Sadie Martin · Haidyn Bunker      | —                                              | —                                                   |
| 1. PKJM AMERYKA | 4–5 stycznia 2024 | Lake Placid | Dwójki juniorów młodszych  | Stany Zjednoczone Nathan Bivins · Wolfgang Lux      | —                                              | —                                                   |
| 2. PKJM AMERYKA | 5–6 stycznia 2024 | Lake Placid | Jedynki juniorek młodszych | Talia Tonn                                          | Elizabeth Kleinheinz                           | Brianna Gosnell                                     |
| 2. PKJM AMERYKA | 5–6 stycznia 2024 | Lake Placid | Jedynki juniorów młodszych | Seth Coates                                         | Bastian van Wouw                               | Joshua Berzowski                                    |
| 2. PKJM AMERYKA | 5–6 stycznia 2024 | Lake Placid | Dwójki juniorek młodszych  | Stany Zjednoczone Sadie Martin · Haidyn Bunker      | —                                              | —                                                   |
| 2. PKJM AMERYKA | 5–6 stycznia 2024 | Lake Placid | Dwójki juniorów młodszych  | Stany Zjednoczone Nathan Bivins · Wolfgang Lux      | —                                              | —                                                   |
| 5. PKJM EUROPA  | 6–7 stycznia 2024 | Bludenz     | Jedynki juniorek młodszych | Alexandra Oberstolz                                 | Josephine Buse                                 | Laura Löschner                                      |
| 5. PKJM EUROPA  | 6–7 stycznia 2024 | Bludenz     | Jedynki juniorów młodszych | Bruno Mick                                          | Julien Kohlschmidt                             | Luca Theile                                         |
| 5. PKJM EUROPA  | 6–7 stycznia 2024 | Bludenz     | Dwójki juniorek młodszych  | Włochy Alexandra Oberstolz · Katharina Sofie Kofler | Niemcy Lilly Bierast · Leandra Claus           | Austria Lina Riedl · Anna Lerch                     |
| 5. PKJM EUROPA  | 6–7 stycznia 2024 | Bludenz     | Dwójki juniorów młodszych  | Włochy Philipp Brunner · Manuel Weissensteiner      | Ukraina Maksym Panczuk · Andrij Muc            | Niemcy Silas Sartor · Liron Raimer                  |
| 3. PKJM AMERYKA | 5–9 marca 2024    | Whistler    | Jedynki juniorek młodszych | Maya Yuen                                           | Kaia Hatton                                    | Allie Spence                                        |
| 3. PKJM AMERYKA | 5–9 marca 2024    | Whistler    | Jedynki juniorów młodszych | Bastian van Wouw                                    | —                                              | —                                                   |

## Klasyfikacje

### Ameryka
| Miejsce | Zawodniczka          | Reprezentacja     | Punkty |
| ------- | -------------------- | ----------------- | ------ |
| 1.      | Maya Yuen            | Kanada            | 245    |
| 2.      | Talia Tonn           | Stany Zjednoczone | 200    |
| 3.      | Kaia Hatton          | Wielka Brytania   | 160    |
| 4.      | Elizabeth Kleinheinz | Stany Zjednoczone | 155    |
| 5.      | Ava Lucia Huerta     | Kanada            | 148    |
| 6.      | Brianna Gosnell      | Stany Zjednoczone | 130    |
| 7.      | Isabela Aponte       | Portoryko         | 105    |
| 8.      | Caylin Weaver        | Stany Zjednoczone | 96     |
| 9.      | Margaret Richardson  | Stany Zjednoczone | 91     |
| 10.     | Adeline Albert       | Stany Zjednoczone | 81     |

| Miejsce | Zawodnik         | Reprezentacja     | Punkty |
| ------- | ---------------- | ----------------- | ------ |
| 1.      | Bastian van Wouw | Kanada            | 270    |
| 2.      | Seth Coates      | Stany Zjednoczone | 170    |
| 3.      | Orson Colby      | Stany Zjednoczone | 155    |
| 4.      | Joshua Berzowski | Stany Zjednoczone | 130    |
| 5.      | Chase Somers     | Stany Zjednoczone | 115    |

| Miejsce | Zawodniczki                | Reprezentacja     | Punkty |
| ------- | -------------------------- | ----------------- | ------ |
| 1.      | Sadie Martin Haidyn Bunker | Stany Zjednoczone | 200    |

| Miejsce | Zawodnicy                  | Reprezentacja     | Punkty |
| ------- | -------------------------- | ----------------- | ------ |
| 1.      | Nathan Bivins Wolfgang Lux | Stany Zjednoczone | 200    |

### Azja
| Miejsce | Zawodniczka         | Reprezentacja    | Punkty |
| ------- | ------------------- | ---------------- | ------ |
| 1.      | Kim So-yoon         | Korea Południowa | 100    |
| 2.      | Shin Yu-bin         | Korea Południowa | 85     |
| 3.      | Park Ji-ye          | Korea Południowa | 70     |
| 4.      | Darija Nekotieniewa | Ukraina          | 60     |
| 5.      | Bae Ha-young        | Korea Południowa | 55     |
| 6.      | Daryna Fedorczuk    | Ukraina          | 50     |
| 7.      | Kim Li-un           | Korea Południowa | 46     |
| 8.      | Park Seo-hyeon      | Korea Południowa | 42     |
| 9.      | Sunita Chaiyapantho | Tajlandia        | 39     |
| 10.     | Tai Wei-chen        | Chińskie Tajpej  | 36     |

| Miejsce | Zawodnik             | Reprezentacja    | Punkty |
| ------- | -------------------- | ---------------- | ------ |
| 1.      | Ołeksandr Łomakowicz | Ukraina          | 100    |
| 2.      | Anton Szewczuk       | Ukraina          | 85     |
| 3.      | Kim Bo-keun          | Korea Południowa | 70     |
| 4.      | Wadym Szwed          | Ukraina          | 60     |
| 5.      | Yu Ji-hun            | Korea Południowa | 55     |
| 6.      | Thiraphat Sata       | Tajlandia        | 50     |
| 7.      | Tsai Meng-hsin       | Chińskie Tajpej  | 46     |

| Miejsce | Zawodniczki                          | Reprezentacja | Punkty |
| ------- | ------------------------------------ | ------------- | ------ |
| 1.      | Switłana Sołowej Anna-Marija Harcuła | Ukraina       | 100    |

| Miejsce | Zawodnicy                 | Reprezentacja    | Punkty |
| ------- | ------------------------- | ---------------- | ------ |
| 1.      | Maksym Panczuk Andrij Muc | Ukraina          | 100    |
| 2.      | Kim Ha-yoon Bae Jae-seong | Korea Południowa | 85     |

### Europa
| Miejsce | Zawodniczka         | Reprezentacja | Punkty |
| ------- | ------------------- | ------------- | ------ |
| 1.      | Laura Koch          | Niemcy        | 400    |
| 2.      | Helena Trampe       | Niemcy        | 342    |
| 3.      | Stella Florschütz   | Niemcy        | 339    |
| 4.      | Alexandra Oberstolz | Włochy        | 302    |
| 5.      | Josephine Buse      | Niemcy        | 285    |
| 6.      | Lara Hartmann       | Niemcy        | 251    |
| 7.      | Annina Grundböck    | Austria       | 190    |
| 8.      | Lena Zimmermann     | Austria       | 176    |
| 9.      | Viktoria Gasser     | Austria       | 166    |
| 10.     | Marie Riedl         | Austria       | 162    |
|         |                     |               |        |
| 17.     | Oliwia Dawidowska   | Polska        | 87     |
| 32.     | Emilia Nosal        | Polska        | 46     |
| 35.     | Zuzanna Jędrzejczyk | Polska        | 40     |
| 43.     | Zuzanna Pieron      | Polska        | 12     |

| Miejsce | Zawodnik              | Reprezentacja | Punkty |
| ------- | --------------------- | ------------- | ------ |
| 1.      | Leon Haselrieder      | Włochy        | 388    |
| 2.      | Silas Sartor          | Niemcy        | 355    |
| 3.      | Luca Theile           | Niemcy        | 329    |
| 4.      | Paul Kunze            | Niemcy        | 315    |
| 5.      | Jannes Degenhardt     | Niemcy        | 243    |
| 6.      | Julien Kohlschmidt    | Niemcy        | 228    |
| 7.      | Philipp Brunner       | Włochy        | 211    |
| 7.      | Bruno Mick            | Słowacja      | 211    |
| 9.      | Manuel Weissensteiner | Włochy        | 181    |
| 10.     | Paul Socher           | Austria       | 180    |
|         |                       |               |        |
| 22.     | Michał Gancarczyk     | Polska        | 75     |

| Miejsce | Zawodniczki                                | Reprezentacja     | Punkty |
| ------- | ------------------------------------------ | ----------------- | ------ |
| 1.      | Lilly Bierast Leandra Claus                | Niemcy            | 415    |
| 2.      | Lina Riedl Anna Lerch                      | Austria           | 370    |
| 3.      | Alexandra Oberstolz Katharina Sofie Kofler | Włochy            | 340    |
| 4.      | Marie Sauerteig Hannah Puy                 | Niemcy            | 300    |
| 5.      | Sarah Pflaume Lina Peterseim               | Niemcy            | 285    |
| 6.      | Marie Riedl Nina Lerch                     | Austria           | 230    |
| 7.      | Viktória Praxová Desana Špitzová           | Słowacja          | 218    |
| 8.      | Sadie Martin Haidyn Bunker                 | Stany Zjednoczone | 159    |
| 9.      | Margita Sirsniņa Madara Pavlova            | Łotwa             | 158    |
| 10.     | Switłana Sołowej Anna-Marija Harcuła       | Ukraina           | 124    |
| 11.     | Zuzanna Jędrzejczyk Zuzanna Pieron         | Polska            | 88     |

| Miejsce | Zawodnicy                                      | Reprezentacja | Punkty |
| ------- | ---------------------------------------------- | ------------- | ------ |
| 1.      | Silas Sartor Liron Raimer                      | Niemcy        | 470    |
| 2.      | Philipp Brunner Manuel Weissensteiner          | Włochy        | 440    |
| 3.      | Louis Grünbeck Maximilian Kührt                | Niemcy        | 280    |
| 4.      | Bruno Mick Viktor Varga                        | Słowacja      | 245    |
| 5.      | Corbinian Hänel John Paul Kühmel               | Niemcy        | 242    |
| 6.      | Jānis Gruzdulis-Borovojs Ēdens Eduards Čepulis | Łotwa         | 230    |
| 6.      | David Svárovský Štefan Janák                   | Czechy        | 230    |
| 8.      | Ołeksandr Ołeszczenko Andrij Moch              | Ukraina       | 183    |
| 9.      | Maksym Panczuk Andrij Muc                      | Ukraina       | 177    |
| 10.     | Saba Chaczidze Luka Mikaberidze                | Gruzja        | 167    |
|         |                                                |               |        |
| 14.     | Karol Warzybok Cyprian Dybalski                | Polska        | 62     |